# Wittewerf
Wittewerf is een buurtschap in de gemeente Waterland, in de Nederlandse provincie Noord-Holland.Het is een van de buurtschappen die het leef- en- woongemeenschap van het voormalig eiland Marken vormen. Wittewerf is gelegen ten zuiden De Kets en Kerkbuurt en net ten noordwesten van Grotewerf. Andere spelling voor de buurtschap is Witte Werf.
Wittewerf is van oorsprong een terp, dat een werf wordt genoemd. Deze terp is niet vernoemd naar de kleur maar meer dan waarschijnlijk naar de persoon of familie Wit(te), die de eigenaar of aanlegger is geweest van de werf. Net als de andere ten zuiden van Wittewerf gelegen werven stammen de meeste huizen uit de 18e en 19e eeuw. In de loop van de tijd zijn deze wel flink verbouwd. Witterwerf ligt ingeklemd tussen het eindpunt van de dijkweg (Kruisbaakweg) en het Zereiderpad. Die laatste verbond meer dan waarschijnlijk ooit de Monnikenwerf (thans onderdeel van Kerkbuurt) met het later door de Zuiderzee verzwolgen Kloosterwerf. Deze twee werven waren de oorspronkelijke terpen die de in 13e eeuw gevestigde monniken op het eiland opwierpen. Later is het de zuidelijke bewoonde werven met elkaar gaan verbinden.

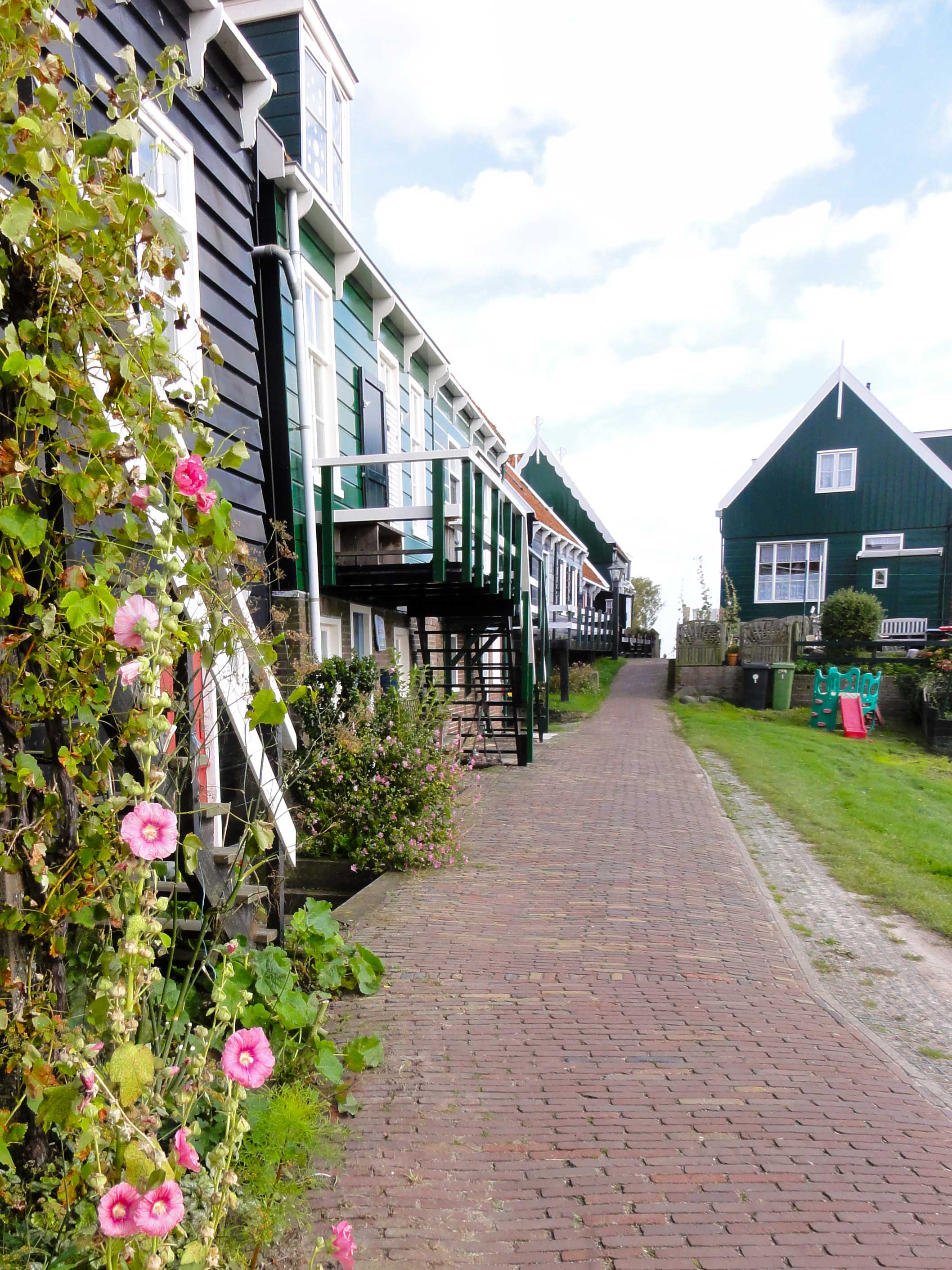
Wittewerf

Stad: Monnickendam

Dorpen en gehuchten: Broek in Waterland · Ilpendam · Katwoude · Marken · Purmer (De Purmer) (deels) · Uitdam · Watergang · Zuiderwoude

Buurtschappen: Achterdichting · De Kets · Grotewerf · Havenbuurt · Het Schouw (deels) · Kerkbuurt · Minnebuurt · Moeniswerf · Overleek · Rozewerf · Wittewerf · Zedde

Noord-Holland: Steden en dorpen in Noord-Holland      Nederland: Provincies · Gemeenten